# لی شوون
لی شووِن (انگلیسی: Li Shuwen؛ چینی سنتی: 李书文؛ ۱۸۶۴–۱۹۳۴) یک استاد برجستهٔ هنرِ رزمی چینیِ «باجیشوان» بود.
او به لقب «نیزهٔ خداوند، لی» (神槍李) شهرت داشت. سلحشوری و مهارت وی آنچنان بود که گفته می‌شد هرگز کارِ او با یک حریف، به مبارزهٔ دوم نکشیده بود. او مشاور و راهنمای فو جنسونگ در زمینه هنرهای رزمی بود و گفته می‌شود یکبار با او در مبارزه‌ای مساوی کرده بود.
شاگردانِ لی شوون در نهایت، محافظانِ شخصیِ مائو تسه‌تونگ، چیانگ کای‌شک و پویی شدند.